# Thomas Reichenberger
Thomas Reichenberger (* 14. Oktober 1974 in Bad Kreuznach) ist ein ehemaliger deutscher Fußballspieler.

## Laufbahn
Thomas Reichenberger  ist der Sohn des Münchner Fußballprofis Max Reichenberger. Er besuchte das Lina-Hilger-Gymnasium in Bad Kreuznach. Er begann seine Laufbahn bei Eintracht Bad Kreuznach, wo er in der Jugend-Abteilung das Fußballspielen lernte, und gelangte über ein kurzes Gastspiel bei Hassia Bingen und SV Wehen 1997 zur Amateurmannschaft von Bayer 04 Leverkusen. 1998 gab Thomas Reichenberger sein Bundesligadebüt gegen den SC Freiburg. Anfang 2000 wechselte er zu Eintracht Frankfurt, Anfang 2002 zu Energie Cottbus.
Anschließend spielte er eine Saison für den KFC Uerdingen 05, bevor er zur Saison 2004/2005 schließlich zum VfL Osnabrück wechselte. Dort wurde er heimisch und entwickelte sich zum Führungsspieler und Publikumsliebling. Mit Ausnahme des letzten Jahres war er in jeder Spielzeit stets der beste Torschütze seiner Mannschaft und wurde in der Saison 2005/06 und 2006/07 Torschützenkönig der Regionalliga Nord. Am 16. Februar 2007 erzielte Thomas Reichenberger in einem Punktspiel gegen Rot-Weiß Erfurt in der Regionalliga Nord innerhalb der ersten 14 Minuten einen Hattrick. 2007 und 2010 stieg er mit dem VfL in die 2. Bundesliga auf. Nach sechs Jahren beim VfL beendete er am Ende der Saison 2009/10 seine Karriere als Fußballprofi.
Insgesamt absolvierte Thomas Reichenberger 85 Bundesligaspiele (zwölf Tore), 72 Zweitligaspiele (22 Tore) und 144 Drittligaspiele (63 Tore). Er besitzt einen Anschlussvertrag über eine Funktion in den Bereichen Marketing, Public Relation und Sponsoren-Betreuung beim VfL Osnabrück. Zeitgleich gehörte er dem Kader der zweiten Mannschaft des VfL an. Nach seiner Zeit als Teammanager beim VfL gründete er Anfang 2014 eine Sportagentur. Neben der Durchführung von Kinder-Fußballcamps organisiert und vermarktet seine Sportagentur auch Veranstaltungen im Umfeld des (professionellen) Fußballs.
Reichenberger ist auch ein Pokerspieler. 2007 qualifizierte er sich für die World Series of Poker, verzichtete aber auf eine Teilnahme, um die Saisonvorbereitung im Fußball nicht zu verpassen. Im Zuge des Wettskandals 2009 rückte er in das Visier der Ermittler, da er gelegentlich auf Fußballspiele wettete und sein Name bei der Telefonüberwachung von Verdächtigen genannt worden war. Fragwürdige und unwahre Anschuldigungen in einigen Medienberichten rückten ihn in den Fokus der Öffentlichkeit. Daraufhin gab er vor einem Drittligaspiel vor laufenden Fernsehkameras und per Stadionmikrofon eine Ehrenerklärung ab und beteuerte seine Unschuld. Im weiteren Verlauf ergaben sich keinerlei Hinweise einer Beteiligung Reichenbergers am Wettskandal. Auch ein eingeleitetes Ermittlungsverfahren kam später zu dem Ergebnis, dass Reichenberger nicht in den Wettskandal verwickelt sei.